# Морано, Эмма
Эмма Мартина Луиджа Морано, по мужу Мартину́цци (итал. Emma Martina Luigia Morano; 29 ноября 1899, Чивьяско, провинция Верчелли, Пьемонт, Королевство Италия — 15 апреля 2017, Вербания, Италия) — итальянская долгожительница. С 12 мая 2016 года по 15 апреля 2017 года — старейший житель Земли.
Является старейшим человеком, когда-либо жившим в Италии, четвёртым старейшим жителем Европы после Жанны Кальман, Люсиль Рандон и Марии Браньяс Мореры, а также была последним живущим человеком, родившимся ранее 1900 года.
Из всех достоверно известных итальянских долгожителей дольше всех удерживала статус старейшего жителя Италии.

## Биография

### Ранняя жизнь
Родилась в семье Джованни Морано и Матильды Брешани. Была старшей из их восьми детей — пяти дочерей и троих сыновей. Члены её семьи также оказались долгожителями: мать, тётя и некоторые из её братьев и сестёр прожили больше 90 лет, а её сестра Анджела Морано (1908—2011) умерла в 102-летнем возрасте.
Когда она была ребёнком, семья переехала из долины Сезии в Оссолу из-за работы её отца. Но климат был столь суровым, что врач посоветовал семье жить в месте с более мягким климатом, поэтому она переехала в Палланцу на озере Лаго-Маджоре, где она жила до своей смерти.
В октябре 1926 года она вышла замуж за Джованни Мартинуцци (1901—1978), а в 1937 году у неё родился ребёнок, но он умер, когда ему было всего шесть месяцев. Брак не был счастливым. В 1938 году фактически развелась с мужем, несмотря на то, что пара всегда оставалась формально в браке.
До 1954 года работала на джутовой фабрике. Позже она устроилась работать на кухне школы-интерната. В 1975 году вышла на пенсию.

### Последующая жизнь
В декабре 2011 года президентом Италии Джорджо Наполитано она была удостоена чести рыцаря ордена «За заслуги перед Итальянской Республикой».
В 2013 году, когда её спросили о секрете её долголетия, она сказала, что ела три яйца в день, пила стакан домашней граппы и иногда наслаждалась шоколадом, а также позитивно думала о будущем.
2 апреля 2013 года, после смерти Марии Редаэлли, стала старейшим живущим человеком Италии и всей Европы. Во время своего 114-го дня рождения она дала короткое интервью для шоу RAI. В августе 2014 года она превзошла возраст Венере Пиццинато Папо и стала старейшим жителем Италии в истории. Спустя год, в августе 2015, она побила рекорд Дины Манфредини (которая иммигрировала в США) и стала старейшим человеком родившимся в Италии когда-либо.
Она всё ещё жила одна в своём доме в свой 115-й день рождения. В 2016 году она приписала своё долголетие диете из сырых яиц и печенья, а также одиночеству. 12 мая (по итальянскому времени 13 мая) 2016 года, после смерти Сюзанны Мушатт Джонс, Эмма Морано стала старейшим живущим человеком в мире, а также последним живым человеком, который был рожден до 1900 года.
29 июля 2016 года ей был вручён сертификат Книги рекордов Гиннесса, подтверждающий её статус старейшего живущего человека.
Торжества, посвященные её 117-летию, транслировались в прямом эфире в Италии.

### Смерть
15 апреля 2017 года скончалась в своём доме в Вербании, Италия. На момент смерти её возраст составлял 117 лет и 137 дней. Также она являлась пятым старейшим долгожителем в истории и последним живущим человеком, родившимся в 1800-х годах. После её смерти старейшим живущим человеком стала Вайолет Браун.

## Рекорды долголетия
- 2 апреля 2013 года, после смерти Марии Редаэлли, Морано стала старейшим живущим человеком в Италии и Европе.
- 29 ноября 2015 года Морано стала 14-м человеком в мире, официально достигшим 116-летнего возраста.
- 2016 год:
  - 27 марта — вошла в десятку старейших верифицированных людей, живших когда-либо.
  - 12 мая — стала старейшей из живущих верифицированных людей.
  - 11 ноября — заняла шестое место в списке старейших верифицированных людей, живших когда-либо.
  - 29 ноября — стала шестым человеком в истории, официально достигшим 117-летнего возраста.
- С 27 декабря 2016 года по 25 июля 2017 года входила в пятёрку старейших верифицированных людей, живших когда-либо.